# سیرانوش گئورگیان
سیرانوش یرمی گئورگیان (ارمنی: Սիրանուշ Երեմի Գևորգյան؛ زاده ۱۹۰۴ - درگذشته ۱۹۸۳) نقاش اهل ارمنستان بود.

## زندگی‌نامه
وی در ۱۹۰۴ در ایروان به دنیا آمد و . وی همچنین برنده جوایزی همچون نقاش شایسته ارمنستان شوروی شد. وی در ۱۹۸۳ در سن ۷۹ سالگی درگذشت.